# Fanny Harlfinger-Zakucka
Fanny Harlfinger-Zakucka (1873 – 1954) foi uma pintora, artista gráfica e artesã austríaca.

## Biografia
Harlfinger-Zakucka, nascida Zakucka, nasceu no dia 26 de maio de 1873 em Mank. Ela estudou na Universidade de Artes Aplicadas de Viena. Ela era casada com o pintor Richard Harlfinger [de] e ambos foram membros ativos da Secessão de Viena. Ela também foi membro da Vereinigung bildender Künstlerinnen Österreichs (Associação Austríaca de Mulheres Artistas) e da empresa Wiener Werkstätte. Em 1926, ela ajudou a criar a associação Wiener Frauenkunst (Arte das Mulheres Vienenses).
Harlfinger-Zakucka morreu no dia 19 de setembro de 1954, em Viena. Seu trabalho apareceu na exposição de 2012 "Century of the Child: Growing by Design, 1900–2000", no Museu de Arte Moderna de Nova York. Suas obras também foram incluídas na exposição de 2019 "Cidade das mulheres: artistas femininas em Viena, de 1900 a 1938", na Österreichische Galerie Belvedere.